# کالین برازیر (بازیکن فوتبال)
کالین برازیر (انگلیسی: Colin Brazier؛ زادهٔ ۶ ژوئن ۱۹۵۷) بازیکن فوتبال اهل بریتانیا است.
از باشگاه‌هایی که در آن بازی کرده‌است می‌توان به باشگاه فوتبال لیمینگتون، باشگاه فوتبال ولورهمپتون واندررز، باشگاه فوتبال لینکولن سیتی، باشگاه فوتبال کیدرمینستر هاریرس، باشگاه فوتبال بیرمنگام سیتی، باشگاه فوتبال تاموورث، و باشگاه فوتبال والسال اشاره کرد.
وی همچنین در تیم ملی فوتبال انگلیس سی بازی کرده‌است.